# Александр Нидерландский
Александр Оранско-Нассауский ((нидерл. Alexander van Oranje-Nassau) при рождении Виллем Александр Фредерик Константин Николай Михаил (нидерл. Willem Alexander Frederik Constantijn Nicolaas Michiel), 2 августа 1818, Дворец Сустдейк, Барн, Нидерланды — 20 февраля 1848, Замок Вальферденг, Фуншал, Португалия) — принц Нидерландский и Оранско-Нассауский, второй сын короля Виллема II и Анны Павловны

## Биография

### Ранняя жизнь и образование
После рождения Александра его мать Анна Павловна получила от свёкра, короля Виллема I, Домик Петра I в Зандаме. 
Александр получил образование вместе со своим братом Виллемом, будущим королём Нидерландов Виллемом III, который был всего на восемнадцать месяцев старше его. Принц Оранский активно участвовал в воспитании своих детей и большое значение уделял физическому воспитанию. Принцы позже продолжили получать образование в Лейденском университете, но ни один из них не проявил особого интереса к учению. Александр увлекался нумизматикой. Он был любимым сыном своих родителей и они считали его более подходящим на роль короля, чем его брата Виллема. Александр был спокойным и рассудительным, хорошо сходился с людьми, а также был известен своим чувством юмора.
Александр любил охотиться и ездить верхом с самого детства. Он получил свою первую лошадь в возрасте десяти лет и стал искусным всадником. Помимо охоты он также участвовал в скачках и соревнованиях по стрельбе. Александр много путешествовал: он несколько раз побывал в Великобритании, подолгу жил в Италии и родной стране его матери, России. Летом 1839 года Александр отправился в Россию, чтобы навестить своего дядю, императора Николая I, который вскоре назначил своего племянника командиром Новороссийского драгунского полка. Как и его отец, Александр иногда появлялся при дворе в русской военной форме. В 1846 году Александр сопровождал свою мать и сестру, принцессу Софию, в Италию. Они посетили Пия IX в Риме, и принц, хоть и был протестантом, получил благословение папы.

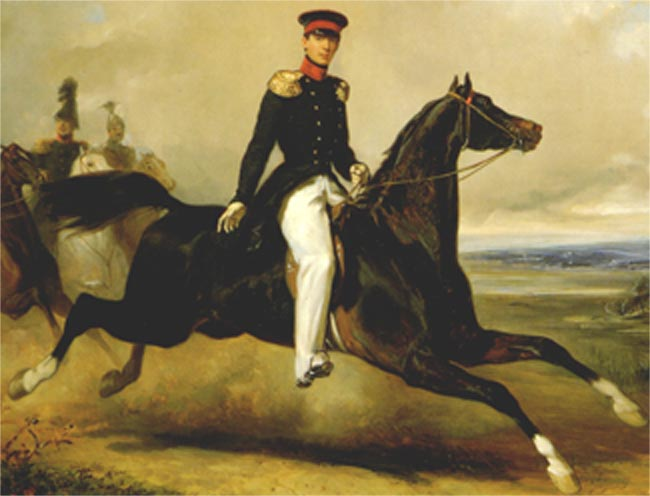
Александр был превосходным наездником.

### Карьера
Как второму сыну принца Оранского, Александру была предначертана военная карьера. 2 августа 1828 года, в день своего десятого дня рождения, Александр получил звание полковника. Он начал военную карьеру во флоте, но вскоре перешел на кавалерию. Вместе со своим отцом и братом Виллемом Александр участвовал в бельгийской кампании в 1833—1834-х годах. Будучи превосходным всадником, Александр с 1840 года и до своей смерти служил генерал-лейтенантом и инспектором кавалерии.
Осенью 1844 года король Виллем II планировал назначить его генерал-губернатором Голландской Ост-Индии, однако такое решение встретило сопротивление многих дворян и в итоге он не получил должность.

### Брачные планы
В конце 1830-х годов король Великобритании Вильгельм IV хотел выдать за Александра свою племянницу, принцессу Александрину Викторию Кентскую (будущая королева Виктория), однако из этого ничего не вышло.
В 1840 году было решено, что Александр женится на Изабелле II, когда она достигнет совершеннолетия. Это позволило бы ему стать регентом. Однако противодействие других государств и возражение короля Виллема против её религии (она была католичкой) положило конец их возможному браку. Александр никогда не женился и не оставил потомства.

### Проблемы со здоровьем и смерть
В ноябре 1836 года восемнадцатилетний Александр перенес серьёзную травму, которая чуть не стоила ему жизни. Во время страшного урагана он со старшим братом возвращались из Лейдена, дорога была настолько завалена поваленными деревьями, что они были вынуждены покинуть свою карету и идти пешком. На Александра упало дерево, и из-за погодных условий он не сразу получил помощь. Истекающий кровью и без сознания, он был доставлен обратно во дворец. Он перенёс горячку и долго болел. Александр так никогда полностью и не оправился, и всю оставшуюся жизнь часто страдал от одышки и головных болей. Он всегда пытался скрыть моменты своей физической слабости от семьи, однако к весне 1847 года это уже перестало быть возможным.
Александр заболел туберкулезом и в ноябре 1847 года по состоянию здоровья переехал на Мадейру. Попрощавшись со своей семьёй от отправился в Роттердам, в сопровождении своего младшего брата, принца Генриха. Принц Генрих встретил там свою будущую жену Амалию Саксен-Веймар-Эйзенахскую, когда она вместе с матерью приехала навестить Александра.
Александр жил на вилле недалеко от Фуншале, где через полгода умер в возрасте 29 лет. Из-за неблагоприятного ветра известие о его смерти дошло до его родителей только месяц спустя. Смерть любимого сына стала страшным ударом для короля и королевы. Королева позже перевезла много его вещей в Сустдейк, включая двух его охотничьих собак, Харона и Дитча, которых она посещала в день его рождения и годовщину смерти.
Принц Александр был похоронен в королевском склепе в Ньиве Керк в Делфте.